# Gort
Gort (Gort Inse Guaire ou An Gort em irlandês) é uma cidade da Irlanda e é situada no condado de Galway. Possui 2.644 habitantes (censo de 2011) e um quarto da população de Gort é brasileira, sendo a maioria do estado de Goiás (principalmente de Anápolis) e trabalham principalmente em frigoríferos.